# Balsam Lake, Wisconsin
Balsam Lake är administrativ huvudort i Polk County i Wisconsin i USA. Vid 2010 års folkräkning hade Balsam Lake 1 009 invånare.